# Planned Parenthood

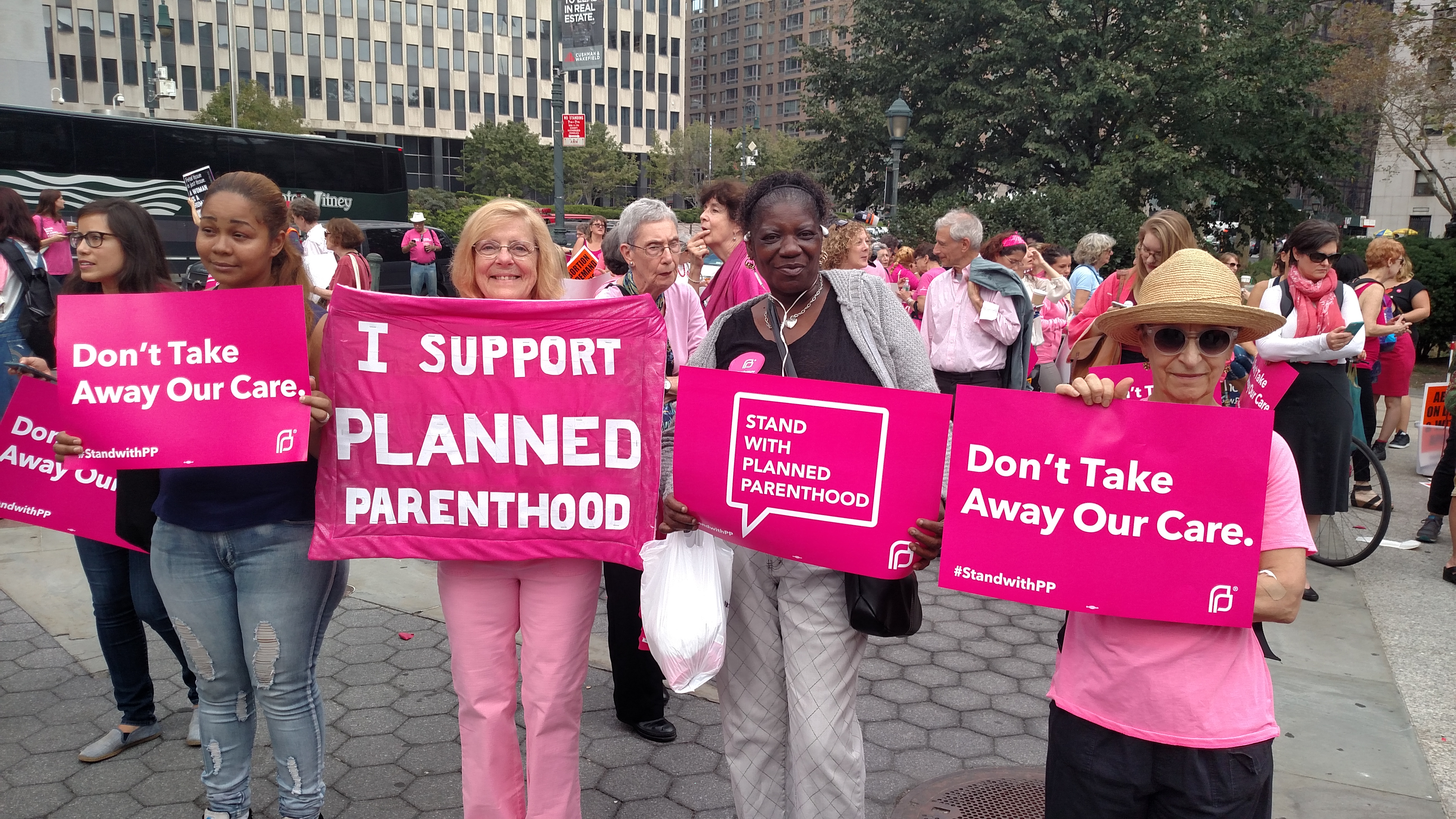
Demonstracja poparcia dla Planned Parenthood

Planned Parenthood, właściwie Planned Parenthood Federation of America (PPFA) (wcześniej American Birth Control League) – amerykańska organizacja non-profit działająca na rzecz praw reprodukcyjnych z siedzibą w Nowym Jorku. Jej celem jest propagowanie świadomego rodzicielstwa, kompleksowej edukacji seksualnej, szerokiego dostępu do legalnej antykoncepcji i aborcji, walki z chorobami przenoszonymi drogą płciową oraz szerzenie, w ramach posiadanych środków, podstawowej opieki medycznej na całym świecie, szczególnie w ubogich krajach Afryki i Ameryki Łacińskiej. Organizacja jest również operatorem jednej z największych sieci klinik oferujących zabiegi związane z aborcją, antykoncepcją oraz diagnostyką chorób wenerycznych.
PPFA jest największym niezależnym dostawcą usług w zakresie zdrowia reprodukcyjnego, w tym aborcji, w Stanach Zjednoczonych. W okresie od 1 października 2016 do 30 września 2017 udzieliła pomocy 2,4 milionom pacjentek i pacjentów, udzieliła 9,7 mln usług medycznych, przeprowadziła 4,7 mln testów na choroby przenoszone drogą płciową, udzieliła 2,6 mln usług informacyjnych na temat antykoncepcji, przeprowadziła 570 tys. usług badania piersi, pomogła uniknąć 402 tysięcy ciąży oraz wykonała 333 tys. legalnych aborcji .
Od 1952 roku PPFA jest członkiem założycielskim International Planned Parenthood Federation.

## Historia
Powstanie Planned Parenthood wiąże się z działalnością Margaret Sanger. W 1916 roku Sanger wspólnie z siostrą założyły pierwszą w USA klinikę planowania rodziny . Punkt został szybko zamknięty przez policję, jej założycielki zostały aresztowane i oskarżone o przestępstwo polegające na informowaniu kobiet o środkach antykoncepcyjnych (było to zakazane na mocy obowiązującego w USA tzw. Prawa Comstocka) . W 1921 roku Sanger wspólnie ze współpracowniczkami założyły organizację pod nazwą American Birth Control League. ABCL zajmowała się działalnością edukacyjną i informacyjną. Początkowo aktywność ABCL polegała na odpowiadaniu na listy od kobiet, które poszukiwały informacji na temat środków antykoncepcyjnych, Sanger na ogół polecała użycie diafragmy. W 1923 roku w Nowym Yorku przy ABCL powstało Birth Control Clinical Research Bureau, czyli punkt pomocy medycznej, gdzie lekarze zakładali diafragmy i informowali jak należy je zakładać. Pacjentki, które nie miały pieniędzy otrzymywały pomoc za darmo. W 1929 roku lekarze i pielęgniarki w Birth Control Clinical Research Bureau zostali aresztowani pod zarzutem złamania tzw. Prawa Comstocka, które zakazywało propagowania informacji na temat antykoncepcji.
W styczniu 1942 roku American Birth Control League zmieniła nazwę na Planned Parenthood Federation of America. Celem zmiany nazwy było uniknięcie negatywnych skojarzeń, które budził wówczas w USA termin „kontrola urodzeń”.

## Finansowanie
Planned Parenthood jest organizacją non-profit. W 2017 roku 38% funduszy organizacji pochodziło z wpłat od darczyńców, 34% z grantów rządowych, 22% stanowiły dochody z usług medycznych, 6% z innych źródeł. Darczyńcami organizacji są między innymi: Melinda Gates, Fundacja Forda, Warren Buffett. Całkowity budżet wyniósł 1,6 mld dolarów. Planned Parenthood otrzymało finansowanie rządowe po raz pierwszy w latach 70. XX wieku podczas rządów prezydenta Richarda Nixona (Nixon i republikanie byli wówczas pozytywnie nastawieni wobec upowszechnienia wiedzy na temat środków antykoncepcyjnych, aborcja była wówczas w USA nielegalna).

## Krytyka
Z powodu działalności na rynku usług aborcyjnych organizacja jest krytykowana przez organizacje pro-life, które zabiegają o odebranie organizacji finansowania rządowego. Aborcja jest jednak jedną z wielu usług medycznych, którymi zajmuje się Planned Parenthood, w 2017 roku zabiegi przerywania ciąży stanowiły 3,4% wszystkich usług medycznych wykonanych przez organizację . Jednakże, jak zauważa Susan B. Anthony List, aborcje stanowią 95% usług Planned Parenthood w zakresie rozwiązywania problemów związanych z ciążą, a na każde skierowanie do adopcji Planned Parenthood przeprowadziło prawie 81 aborcji w roku sprawozdawczym 2018–2019.

## Przemoc ze strony aktywistów antyaborcyjnych

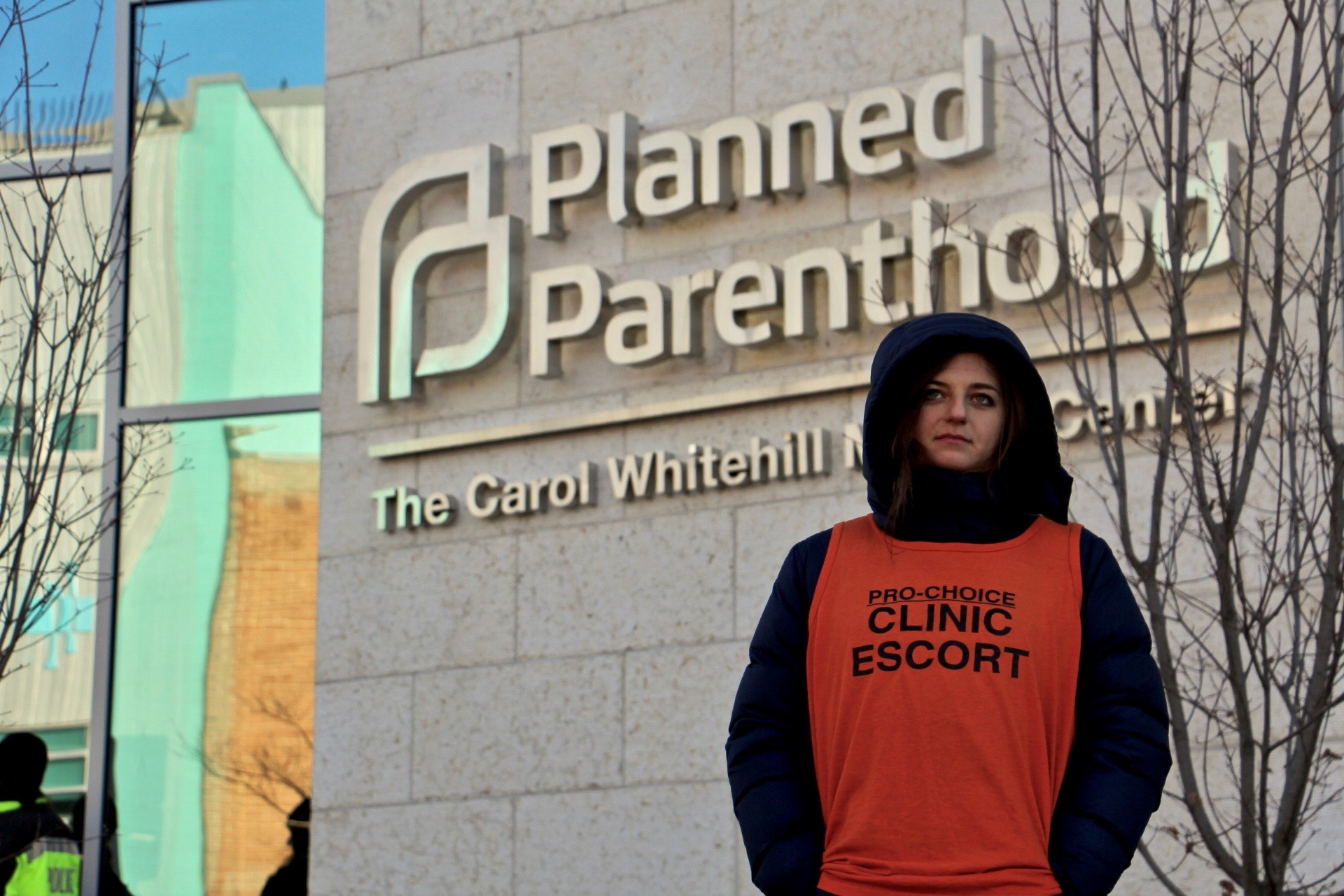
Wolontariuszka, zajmująca się Eskorta kliniczna, przed budynkiem jednej z klinik Planned Parenthood

W Stanach Zjednoczonych osobom przeprowadzającym aborcję grożono śmiercią, a placówki wykonujące aborcję były przedmiotem ataków lub aktów wandalizmu. Kliniki Planned Parenthood były celem wielu aktów przemocy ze strony działaczy antyaborcyjnych, w tym zamachów bombowych, podpaleń i ataków z użyciem broni chemicznej.
W grudniu 1994 roku John Salvi wszedł do kliniki Planned Parenthood w Brooklinie i otworzył ogień, zabijając recepcjonistkę Shannon Elizabeth Lowney i raniąc trzy inne osoby. Uciekł do innej kliniki Planned Parenthood, gdzie zamordował Leane Nichols i zranił dwie inne osoby.
W grudniu 2015 w klinice Planned Parenthood w Colorado Robert Lewis Dear zastrzelił trzy osoby i ranił dziewięć innych, wykrzykiwał: „Koniec z organami dzieci”.
W lutym 2017 mężczyzna uderzył ciężarówką w klinikę organizacji, ranił ciężarną kobietę.